# Daryl Ferguson
Daryl Ferguson (Lanham, 4 giugno 1985) è un calciatore barbadiano, difensore dell'Evergreen Diplomats.

## Carriera

### Club
Nel 2005 gioca al Seton Hall Pirates. Dal 2006 al 2008 gioca al Delaware Dynasty. Nel 2008 passa al Real Maryland. Gioca la stagione 2011 con la maglia del Fredericksburg Hotspur. Nel 2014 viene ingaggiato dall'Evergreen Diplomats.

### Nazionale
Nel 2007 gioca tre partite con l'Under-23. Il 14 giugno 2008 debutta in Nazionale maggiore, in USA-Barbados, valida per le qualificazioni ai mondiali 2010.